# タケちゃんの笑って逃げきる大晦日
タケちゃんの笑って逃げきる大晦日 テレビバラエティ30年史 (たけちゃんのわらってにげきるおおみそか テレビバラエティさんじゅうねんし) は1989年12月31日にフジテレビ系列（一部の系列局を除く）で放送された年末特別バラエティ番組。ビートたけしの冠番組。

## 概要
「平成」初のフジテレビ大晦日ゴールデンタイム番組で、今まで放送された各局のバラエティ番組を振り返る。
なお、この1989年12月31日は、日本テレビ系列でも18:30 - 19:54に『緊急UFOソ連現地取材特報!! ビートたけしvs矢追純一 UFO対談』を放送していたため、19時台に限り、たけしの出演番組が重複していた。

## 放送時間
放送時間は日曜19:00 - 22:44での放送であった。
- 19:00の『キテレツ大百科』、20:00の『なんてったって好奇心』、21:00の『花王名人劇場』、22:00の『クイズ!早くイッてよ』、22:30の『たけしのここだけの話』（関西テレビ制作）は休止。21:54の各局別ミニ番組（関東地区では『くいしん坊!万才』）は22:44 - 22:50[2]に繰り下げ。
- 19:30の『ハウス食品世界名作劇場 ピーターパンの冒険』はすでに終了し、翌1990年の1月14日から『ハウス食品世界名作劇場 私のあしながおじさん』を開始。
- スポンサーについては、21:00の花王と22:30の金鳥は当番組に提供せず、新春特別編成で休止するレギュラー番組のスポンサーの多くが振り替えた。

なお、フジテレビ系列局でありながら、クロスネット局を含めた一部の系列局は当番組を放送せず、主に日本テレビ系列の番組を放送していた。以下、各局ごとの詳細を述べる。
- 当時、フジテレビ系単独加盟局でありながら、本来の日本テレビ系列である山形放送（YBC[3]）の編成の都合により、日曜19:00 - 21:00および、22:00-  23:30[4]には日本テレビ系列の番組を放送[5]していた山形テレビ（YTS[6]）では、19時台は日テレ系の『緊急UFOソ連現地取材特報!![7]』を同時ネットしたが、20時以降は日テレ系の番組である年末時代劇スペシャルシリーズ『奇兵隊』の第二部がYBCで同時ネット[8]されたため、代替として12月29日に日テレ系の『金曜ロードショー』枠で放送された1983年公開の映画『白蛇抄』を放送した[9]。
- 当時、日本テレビ系列とのクロスネット局のテレビ長崎（KTN）・鹿児島テレビ（KTS）および、テレビ朝日系列を加えたトリプルネット局のテレビ大分（TOS）・テレビ宮崎（UMK）の4局[10]も、日曜プライムタイムは原則として日テレ系の同時ネットであったため、19時台はYTS同様に『緊急UFOソ連現地取材特報!![11]』、20時以降はYBC同様に『奇兵隊（第二部）』を放送した[12]。

## 出演者
- 司会
  - ビートたけし
- 進行
  - 永麻理（当時・フジテレビアナウンサー）
- スタジオゲスト
  - 沢口靖子
  - 片岡鶴太郎
  - 伊東四朗
  - 山田邦子
  - 大平サブロー・シロー
  - 明石家さんま
  - 島田紳助
  - 香坂未幸（現・香坂みゆき）
- 〇〇に似たクイズ!!
  - 島田紳助
  - 逸見政孝 - エンディングではスタジオ内に出演し、直後に放送される『やっぱり逸見と猫が好き』（23:00 - 1月1日1:00）の宣伝をした。
  - ダウンタウン
  - ウッチャンナンチャン
  - B-21スペシャル
  - 野沢直子
  - 森口博子

## 各コーナー
バラエティーオープニング集
各バラエティ番組のOPを放送。
鶴ちゃんのいじめられてゴメーンね
片岡鶴太郎の「いじめられギャグ」を放送。初期の『夕やけニャンニャン』でダンプ松本と電話で口論し、やがて本当にダンプがブル中野と共にスタジオに現れて大慌てになったシーン（1985年4月19日放送分）も放送。
○○に似たクイズ
逸見政孝・島田紳助によって、人気クイズ番組を再現。再現した番組は『クイズ・ドレミファドン!』・『クイズグランプリ』と、当時継続していた『なるほど!ザ・ワールド』。
なつかしいあの頃〜デビュー当時の名場面〜
山田邦子とダウンタウンが『笑ってる場合ですよ!』の「お笑い君こそスターだ」に出場したシーンを放送。
バラエティー番組で人気の出た素人たち
『欽ちゃんのドンとやってみよう!』の「気仙沼ちゃん」や、『森田一義アワー 笑っていいとも!』の「チョーさんとドン」など。
コント55号「机」
コント55号の出世ネタ「机」（別名「立会演説会」）を、『コント55号の世界は笑う』で放送されたオリジナル版や、『オレたちひょうきん族』ワンコーナー「ひょうきんスター誕生」版を合わせて放送。
邦子・サブ・シロのものまね大会
山田邦子と大平サブロー・シローのものまねネタや、『ものまね王座決定戦』で披露されたものまねを放送。明石家さんまが出場したシーン（1984年10月9日放送『第16回オールスターものまね王座決定戦』）も放送。

## 放送された番組
- 欽ちゃんのドンとやってみよう!
  - 欽ドン!良い子悪い子普通の子
- 夢であいましょう
- ジェスチャー - 小川宏司会時代（1961年3月28日放送分）を放送。
- 森田一義アワー 笑っていいとも!
- ヤングおー!おー!
- 夕やけニャンニャン
- 笑ってる場合ですよ!
- パンチDEデート
- おとなの漫画 - 「幼稚園と親」のOPを放送。
- オレたちひょうきん族
  - ひょうきん族だョ!全員集合 - 『8時だョ!全員集合』のパロディ。
  - ひょうきんスター誕生 - 獅子てんや・瀬戸わんややコント55号のパロディを放送。
- オールスター紅白大運動会 - 1980年大会でたけしが「騎馬戦」に出場したシーンを放送。
- みごろ!たべごろ!笑いごろ!
- テレビ爆笑10年史 - てんぷくトリオのコントを放送。
- がんばれ!ピンチヒッターショー - 最終回（1977年8月20日）を放送。
- ものまね王座決定戦
- てなもんや三度笠
- 番頭はんと丁稚どん
- THE MANZAI（1980年代版） - イエロー・マジック・オーケストラによる漫才も放送。
- コント55号の世界は笑う
- チャレンジ・ザ・ギネス
- ラブラブショー - 山口百恵と三浦友和が出演した回を放送。
- クイズウルトラドボン - 『なるほど』の前身番組（司会：みのもんた、酒井ゆきえ）
- 世紀の対決 インドヨガ対日本忍者 - 1974年3月5日に『火曜ワイドスペシャル』枠で放送（司会：三波伸介）。

## 番組テーマ曲
- 『交響曲第9番』第4楽章（作曲：ルートヴィッヒ・ヴァン・ベートーヴェン）

## スタッフ
- 企画：久保田榮一、鈴木哲夫、小牧次郎
- 構成：高田文夫／高橋秀樹
- T.D：岩沢忠夫
- カメラ：高田治
- 音声：石井俊二
- 映像：谷古宇利勝、田畑司
- 照明：小宮俊彦
- 音響効果：O.C.Bプロ 川嶋明則
- 編集：IMAGICA 今井克彦、石附順一
- MA：植松厳
- スキャニメイト：後藤和夫
- 美術プロデューサー：重松照英
- デザイン：山本修身
- 美術進行：藤野栄治
- 大道具：樋口雄一郎
- 装飾：中村俊介
- 持道具：山本健史
- 衣裳：城戸政人
- メイク：牧野典子
- 電飾：鶴田光芳
- アクリル装飾：高信作
- 生花：長崎由利子
- タイトル：山形憲一
- 協力：日本放送協会、日本テレビ放送網、東京放送、全国朝日放送、毎日放送、朝日放送、関西テレビ放送／千代田企画、渡辺プロダクション、渡辺企画
- プロデューサー：横澤彪、山縣慎司、篠原敏郎
- ディレクター：三宅恵介、大平司、星野淳一郎、豊島浩行、丸山史、木村基子、永峰明
- 制作著作：フジテレビ